# Beta Lupi
Beta Lupi (41 Lupi) é uma estrela na direção da Lupus. Possui uma ascensão reta de 14h 58m 31.95s e uma declinação de −43° 08′ 01.9″. Sua magnitude aparente é igual a 2.68. Considerando sua distância de 523 anos-luz em relação à Terra, sua magnitude absoluta é igual a −3.35. Pertence à classe espectral B2III.